# Karl Bartos
Karl Bartos, född 31 maj 1952 i Berchtesgaden, är en tysk musiker och kompositör. Han var medlem av Kraftwerk mellan åren 1975 och 1991. Efter att ha lämnat Kraftwerk startade han bandet Elektric Music med Lothar Manteuffel. Bartos har även släppt två soloalbum: Communication och Off the Record.

## Biografi
Karl Bartos föddes 1952 i Berchtesgaden. Mellan 1970 och 1976 studerade han vid Robert Schumann Hochschule Düsseldorf.

### Kraftwerk (1975–1991)

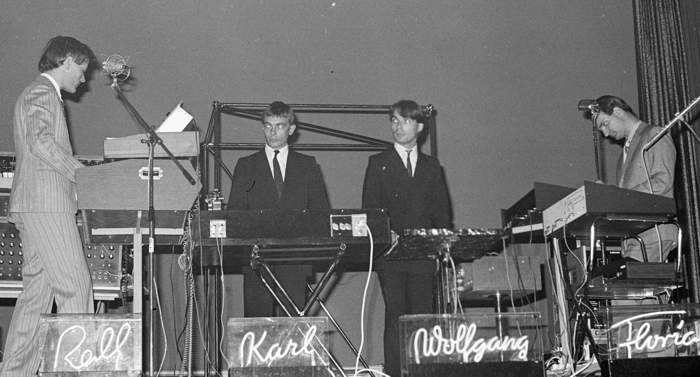
Kraftwerk vid en konsert i Zürich den 3 oktober 1976 med Ralf Hütter, Karl Bartos, Wolfgang Flür och Florian Schneider.

Kraftwerk hade just släppt albumet Autobahn, och de skulle precis ut på världsturné, när Bartos blev medlem i gruppen. Han spelade elektroniska trummor i Kraftwerk tillsammans med Wolfgang Flür åren 1975-1991. Bartos medverkar på albumen Radioaktivität (1975), Trans Europa Express (1977), Die Mensch-Maschine (1978), Computerwelt (1981) och Electric Café (1986). År 1991 utgavs The Mix som är ett samlingsalbum med nyinspelningar av gamla låtar. Kort därefter lämnade Bartos Kraftwerk på grund av att han upplevde att produktionstakten i Kling Klang Studion var alltför låg.

### Moderne (1980)
1980 blev Bartos intresserad av att spela in några låtar med det (idag upplösta) franska synthbandet Moderne, men det blev aldrig av.

### Elektric Music (1992–2000)
Efter att ha hoppat av Kraftwerk startade han bandet Elektric Music tillsammans med Lothar Manteuffel, och de gav ut albumet Esperanto (1993). Lothar Manteuffel hoppade senare av Elektric Music och Bartos justerade gruppnamnet till Electric Music, under vilket ett album med likadant namn släpptes 1998.

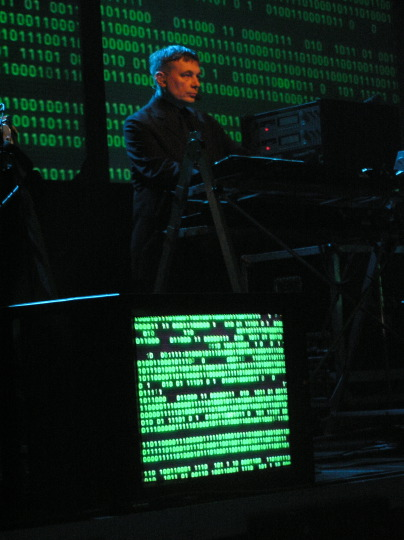
Karl Bartos live 2005.

Sedan valde Bartos att inleda en solokarriär och släppte år 2003 albumet Communication.
Därefter gjorde han inte någon ny musik på 10 år tills han släppte Off the Record 2013 och gav sig ut på världsturné 2014.
När Karl Bartos spelar live brukar han spela både låtar från Kraftwerk, låtar från Elektric Music och sin solokarriär.

## Diskografi

### Kraftwerk
| Album | Album                | Album                |
| År    | Tysk Titel           | Engelsk Titel        |
| ----- | -------------------- | -------------------- |
| 1975  | Radioaktivität       | Radio-Activity       |
| 1977  | Trans Europa Express | Trans-Europe Express |
| 1978  | Die Mensch-Maschine  | The Man Machine      |
| 1981  | Computerwelt         | Computerworld        |
| 1983  | Techno Pop           | Techno Pop           |
| 1986  | Electric Cafe        | Electric Cafe        |
| 1991  | The Mix              | The Mix              |

### Elektric Music
Album
| År   | Album          |
| ---- | -------------- |
| 1993 | Esperanto      |
| 1998 | Electric Music |

Singlar
| År   | Single     | Album          |
| ---- | ---------- | -------------- |
| 1992 | Crosstalk  | Esperanto      |
| 1993 | TV         | Esperanto      |
| 1993 | Lifestyle  | Esperanto      |
| 1998 | Sunshine   | Electric Music |
| 1998 | Call On Me | Electric Music |

### Solo
Album
| År   | Album          |
| ---- | -------------- |
| 2003 | Communication  |
| 2013 | Off the Record |

Singlar
| År   | Single             | Album                       |
| ---- | ------------------ | --------------------------- |
| 2000 | 15 Minutes of Fame | Communication               |
| 2003 | I'm The Message    | Communication               |
| 2005 | Camera Obscura     | Communication               |
| 2013 | Atomium            | Off the Record              |
| 2024 |                    | The Cabinet of Dr. Caligari |